# Telvin Smith
Telvin Smith (Valdosta, 11 aprile 1991) è un giocatore di football americano statunitense che gioca nel ruolo di linebacker per i Jacksonville Jaguars della National Football League (NFL). Fu scelto nel corso del quinto giro (144º assoluto) del Draft NFL 2014. Al college giocò a football all'Università statale della Florida.

## Carriera universitaria
Dopo aver giocato a football per la  Lowndes High School della sua città natale, Valdosta, presso la quale con 97 tackle (di cui 16 con perdita di yard) e 2 intercetti aiutò la propria squadra a vincere l'AAAAA championship, Smith, considerato il 18º miglior prospetto della nazione tra gli outside linebacker, accettò la borsa di studio offertagli da Florida State.
Come true freshman nel 2010 prese parte a tutti e 14 i match stagionali, collezionando 18 tackle ed 1,5 sack. L'anno seguente, titolare in uno dei 12 incontri cui prese parte, mise a referto 42 tackle, 3 sack ed un intercetto, mentre nel 2012 in 14 partite mise a segno 64 tackle ed un sack. Nel 2013, dopo 3 stagioni trascorse nel ruolo di riserva, divenne titolare fisso della formazione che riportò il titolo di campione NCAA all'ateneo della Florida. In questa stagione, egli guidò i Seminoles con 75 tackle (di cui 9,5 con perdita di yard) e 3 intercetti (tre dei quali ritornati in touchdown). In quest'ultima stagione egli fu anche inserito nel First-team All-ACC.
Vittorie e riconoscimenti

### Università
- BCS National Championship: 1

Florida State Seminoles: 2013
- ACC Championship: 2

Florida State Seminoles: 2012, 2013
- Orange Bowl: 1

Florida State Seminoles: 2012
- Champs Sports Bowl: 1

Florida State Seminoles: 2011
- Chick-fil-A Peach Bowl: 1

Florida State Seminoles: 2010

### Individuale
- First-team All-ACC: 1

2013

## Carriera professionistica

### Jacksonville Jaguars
Smith era considerato uno dei migliori linebacker in vista del Draft NFL 2014 ed era pronosticato per essere scelto tra il secondo e il terzo giro. Il 10 maggio fu scelto nel corso del quinto giro dai Jacksonville Jaguars. Debuttò come professionista subentrando nella settimana 1 contro i Philadelphia Eagles e mettendo a segno 3 tackle. La domenica successiva fece registrare il suo primo sack contro i Washington Redskins. Nella settimana 7 contro i Cleveland Browns contribuì alla prima vittoria stagionale dei Jaguars mettendo a segno quattro tackle e l'intercetto decisivo su Brian Hoyer che gli valsero il premio di miglior difensore della AFC della settimana. La sua prima annata si chiuse al quarto posto tra i rookie con 104 tackle, oltre a 2 sack e un intercetto.
Nella settimana 7 della stagione 2015, nella gara giocata a Londra contro i Bills, Smith intercettò E.J. Manuel ritornando il pallone per 26 yard in touchdown. In quella gara mise a segno anche otto tackle, venendo premiato per la seconda volta in carriera come difensore della AFC della settimana.
Nel quinto turno della stagione 2017, Smith mise a segno 10 tackle e ritornò un intercetto su Ben Roethlisberger in touchdown che cambiò l'inerzia della partita che fu poi vinta dai Jaguars per 30-7 in casa dei Pittsburgh Steelers. Per quella prova fu premiato per la terza volta come difensore della settimana. A fine stagione fu inserito nel Second-team All-Pro dall'Associated Press. Nella prima gara di playoff in carriera guidò i Jaguars con 11 tackle e forzò un fumble nella vittoria sui Buffalo Bills per 10-3. Sette giorni guidò nuovamente i Jaguars con 16 tackle e recuperò un fumble avversario che ritornò per 50 yard in touchdown. Jacksonville espugnò l'Heinz Field di Pittsburgh battendo gli Steelers per 45-42, tornando in finale di conference per la prima volta dal 1996.

## Palmarès
- Convocazioni al Pro Bowl: 1

2017
- Second-team All-Pro: 1

2017
- Difensore della AFC della settimana: 3

7ª del 2014, 7ª del 2015, 5ª del 2017